# 叶背叉丝壳
叶背叉丝壳（学名：Microsphaera hypophylla）是属于白粉菌目白粉菌科叉丝壳属的一种真菌，寄生在栎属植物上。该种分布于中国、俄罗斯、芬兰、波兰、罗马尼亚、挪威、奥地利、瑞士、瑞典、德国等地。